# Higher
"Higher" é uma canção do cantor e compositor britânico Taio Cruz, contida em seu segundo álbum de estúdio Rokstarr. Foi lançada em 26 de novembro de 2010 como o quinto single do disco.

## Desempenho nas paradas musicais

### Posições
| Parada musical                                 | Posição |
| ---------------------------------------------- | ------- |
| Australia Hot100                               | 25      |
| France Charts 100                              | 7       |
| Estados Unidos Billboard Dance/Club Play Songs | 1       |
| Billboard Hot100                               | 24      |